# Aeroporto Internacional Astor Piazzolla
O Aeroporto Internacional Astor Piazzolla (em castelhano:  Aeropuerto Internacional Astor Piazzolla; IATA: MDQ, ICAO: SAZM) é o aeroporto que serve a cidade de Mar del Plata, província de Buenos Aires, Argentina. Possui um terminal de passageiros de 3,750 m² , 12,525 m² de pistas, 35,000 m² de pistas de Taxi,um hangar de 5,180 m² e um estacionamento para 325 carros. O aeroporto está localizado a 9 km do centro.

## História
O aeroporto foi inaugurado em 1978 com o nome de Aeroporto Internacional Brigadier General Bartolomé de la Colina pouco antes da Copa do Mundo FIFA de 1978 realizada na Argentina tendo Mar del Plata como uma das sub-sedes. Em 1994 o aeroporto foi ampliado para a realização dos Jogos Pan-americanos de 1995 relizado na cidade. Em 20 de outubro de 1998 a operação do aeroporto passou a ser responsabilidade da empresa Aeropuertos Argentina 2000 S.A. O aeroporto teve o nome mudado para Aeroporto Internacional Astor Piazzolla em 2008 em homenagem ao músico nascido na cidade.

## Companhias Aéreas e Destinos

### Terminal A
Embraer 190 

| Companhias            | Destinos |
| --------------------- | --- |
| Aerolíneas Argentinas | Buenos Aires-Aeroparque |
| LADE                  | Bahía Blanca, Buenos Aires-Aeroparque, Comodoro Rivadavia, Córdoba, El Calafate, Necochea, Paraná, Puerto Madryn, San Antonio Oeste, Trelew, Viedma |
| Sol Líneas Aéreas     | Buenos Aires-Aeroparque |